# Bettina Martell
Bettina Martell (* 1951) ist eine deutsche Schauspielerin.

## Leben
Mit ihrer unverwechselbaren Stimme ist sie seit vielen Jahren auf den Bühnen des Berliner Boulevardtheaters bekannt. Zudem spielte sie die Aushilfe Uschi Sobotta in der Fernsehserie Drei Damen vom Grill.

## Filmografie
- 1976–1991: Drei Damen vom Grill
- 1983: Einmal Ku’damm und zurück
- 1985: Didi – Der Untermieter
- 1986: Sierra Leone
- 1986: Lauter Glückspilze